# Tuttiola fuscaextensa
Tuttiola fuscaextensa är en fjärilsart som beskrevs av Pether 1927. Tuttiola fuscaextensa ingår i släktet Tuttiola och familjen juvelvingar. Inga underarter finns listade i Catalogue of Life.